# Bureau of Indian Affairs

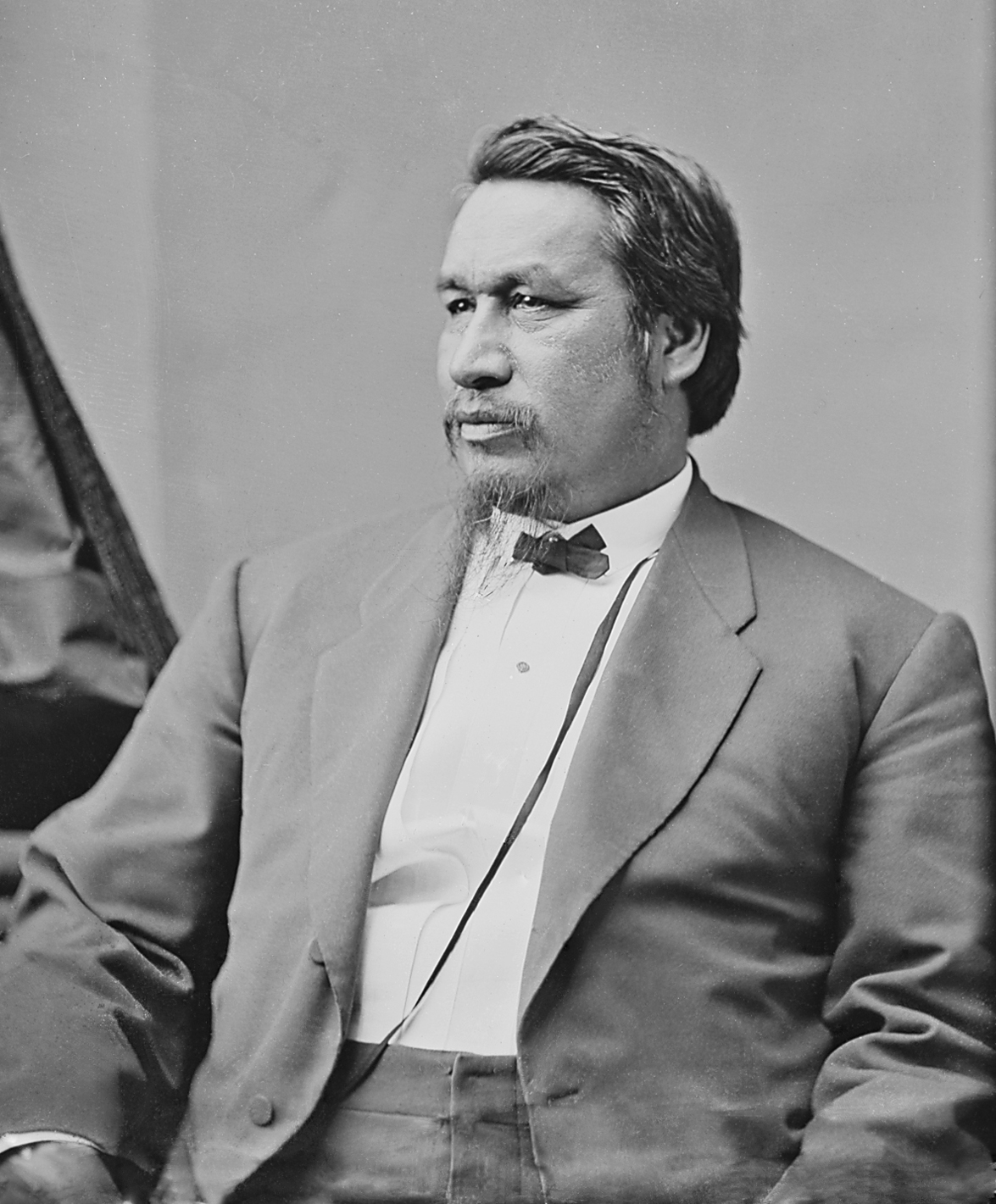
Ely S. Parker war der erste Ureinwohner, der zum „Commissioner of Indian Affairs“ ernannt wurde (amt. 1869–1871).

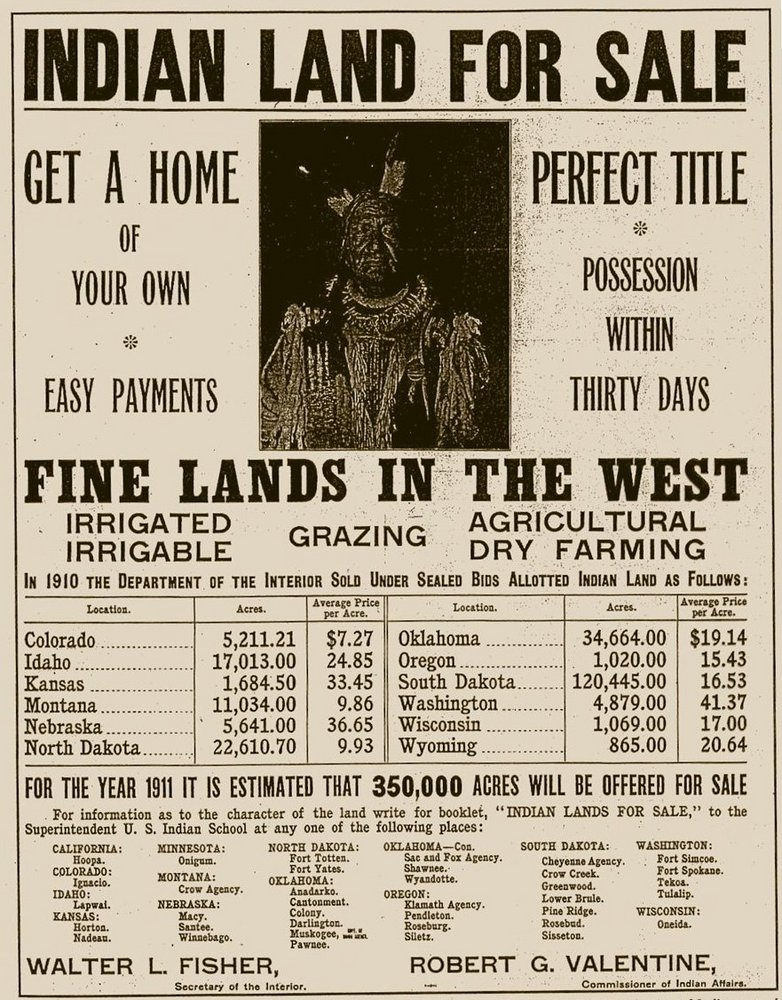
Anzeige für den Verkauf von Land an Weiße aufgrund des „Dawes Act“ 1911. Das Angebot ist unterzeichnet mit Robert G. Valentine, Commissioner of Indian Affairs.

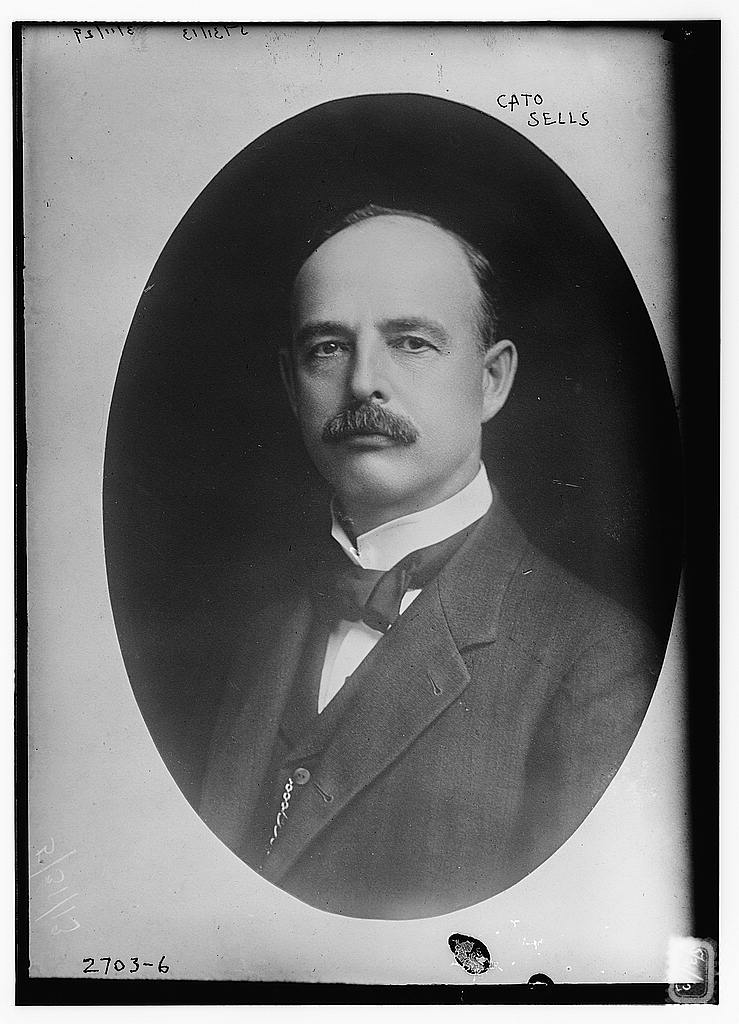
Cato Sells, Commissioner of Indian Affairs, 1913

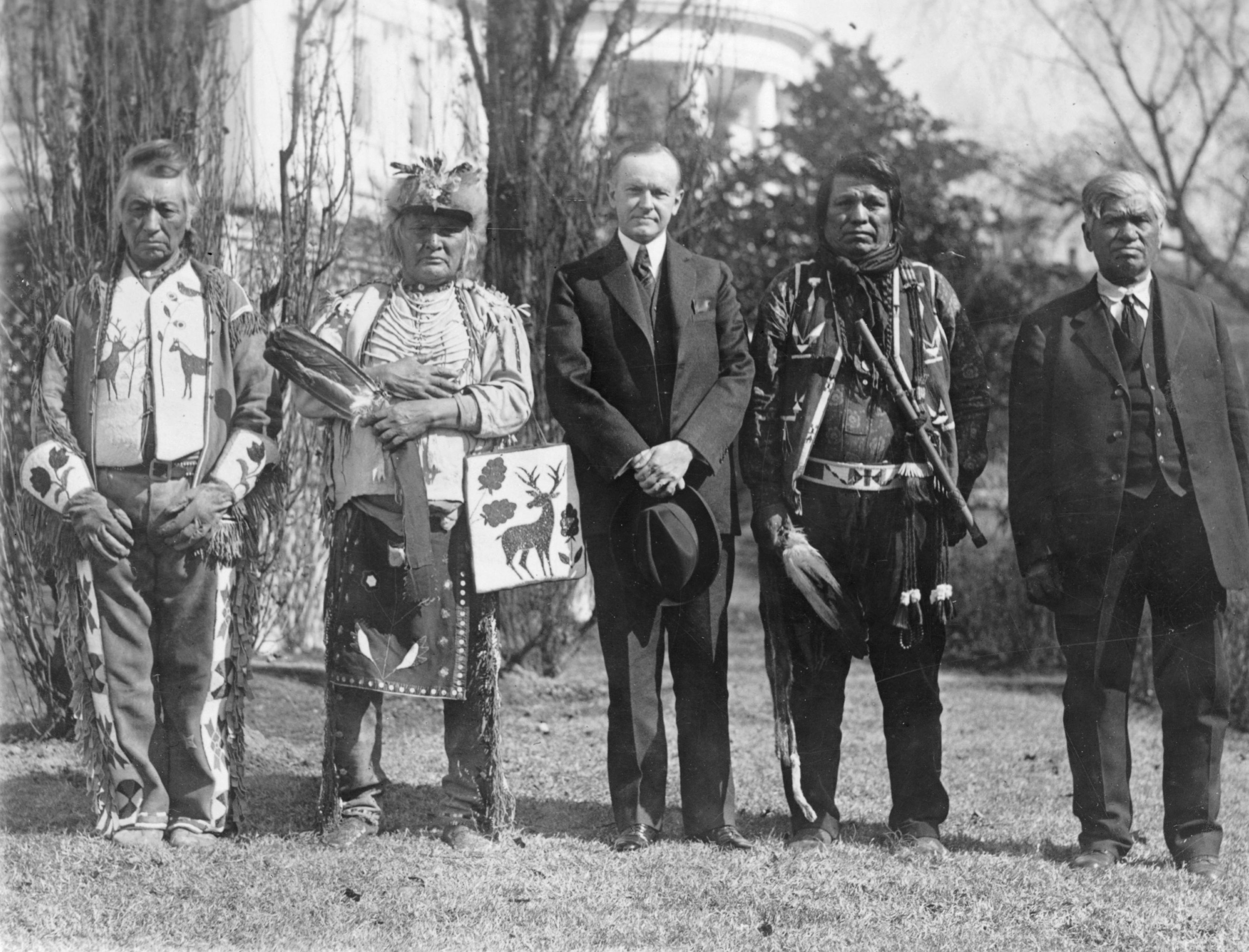
US-Präsident Calvin Coolidge mit vier Osage-Indianern nach der Unterzeichnung des Citizenship Acts

Das Bureau of Indian Affairs (BIA; deutsch „Amt für indianische Angelegenheiten“) ist eine dem Innenministerium der Vereinigten Staaten unterstellte Behörde für Indianerangelegenheiten einschließlich der Reservate. Sie wurde im Jahre 1824 gegründet und war damals noch dem Kriegsministerium der USA unterstellt. 1849 wurde sie dem neu entstandenen Innenministerium zugeordnet. Es ist damit das älteste Amt des Innenministeriums. Nach eigenen Angaben betreut das BIA 567 von der Bundesregierung anerkannte Indianerstämme, mit 1,9 Millionen Mitgliedern. Das BIA verwaltet 55 Millionen Acres (225.000 km²) Land im Auftrag der Indianerstämme. Zirka 42.000 Schüler besuchen 183 BIA-eigene Schulen. Auch betreibt oder unterstützt das Amt 28 Universitäten und Fachhochschulen. Sitz der Behörde ist Washington, D.C. Das Amt befindet sich zurzeit im Umbruch. Stand in der Vergangenheit die Verwaltung und Überwachung der amerikanischen Ureinwohner im Vordergrund seiner Aktivitäten, so möchte das Amt heute helfen, die Lebensbedingungen der indianischen Bevölkerung zu verbessern. Dieser Umbruch ist schwierig, sehen doch viele Indianer das BIA als die Ursache ihrer Probleme. Auch fiel das BIA durch massive Korruptionsfälle negativ auf.

## Organisationseinheiten
- The Office of Indian Services: Allgemeine Unterstützung des BIA, Katastrophenhilfe, Kinderfürsorge, Stammes-Regierung, Selbstbestimmung und das Büro eigene Straßen-Programm.
- The Office of Justice Services: Strafverfolgung, Stammes-Gerichte und Haftanstalten. 43 Einheiten der Bureau of Indian Affairs Police unterstehen dem Büro direkt. Weitere 165 Polizeieinheiten werden vom Büro unterstützt und finanziert.
- The Office of Trust Services: Verwaltet die Liegenschaften der Reservate und einzelner Angehöriger von Indianerstämmen in Zusammenarbeit mit den Reservats-Regierungen.
- The Office of Field Operations: beaufsichtigt 12 Regionalbüros; Alaska, Great Plains, Northwest, südlichen Plains, Eastern, Navajo, Pazifik, Südwesten, Osten Oklahoma, Mittlerer Westen, Rocky Mountain und Western[6] und 83 Agenturen, die auf Stammes-Ebene, die Aufgaben des Büros durchzuführen.

## Geschichte
Einrichtungen, die sich mit den Beziehungen mit den Ureinwohnern beschäftigen, gab es schon seit 1775, als der Zweite Kontinentalkongress Benjamin Franklin und Patrick Henry beauftragte, Verhandlungen mit den Ureinwohnern zu führen. Hintergrund der Verhandlungen war der Unabhängigkeitskrieg der Kolonien gegen England. Man versuchte, die Ureinwohner auf die Seite der Aufständischen zu ziehen, oder aber zu erreichen, dass sie nicht auf Seiten Englands in die Kämpfe eingreifen würden.
Im Jahr 1789 übertrug der Kongress der Vereinigten Staaten die Verantwortung für die Beziehungen mit den Indianerstämmen an das Kriegsministerium. Dieses richtete 1809 auf Aufforderung des Kongresses eine eigene Abteilung ein, dass „Office of Indian Trade“. Die Abteilung war primär dafür zuständig, Lizenzen an Pelzhändler zu vergeben, die Handelsposten in den Gebieten westlich der Appalachen errichten wollten. Die Abteilung wurde von Thomas L. McKenney geführt. 1822 wurde das System der Lizenzierung von Händlern im Indianer-Land wieder abgeschafft, was zu dem Problem führte, wer die Beziehungen mit den Indianerstämmen in Zukunft pflegen sollte. Daraufhin gründete der Verteidigungsminister John C. Calhoun am 11. März 1824 das „Bureau of Indian Affairs“ innerhalb seines Ministeriums, ohne den Kongress um Erlaubnis zu fragen. McKenney wurde von Calhoun zum ersten Leiter der neuen Abteilung ernannt.
1832 richtete der Kongress die Position eines „Commissioner of Indian Affairs“ ein. 1849 wurde das BIA dem neu geschaffenen Innenministerium zugeschlagen. Damit änderten sich auch die Aufgaben des BIA. Indianer wurden seit den 1830ern in Reservate umgesiedelt und damit fiel die Versorgung der Reservate mit Lebensmitteln dem Büro zu, da die Versorgung zum einen oftmals Bestandteil der Verträge mit den Stämmen war und anderseits die Reservate aus oftmals wenig ertragreichen Böden bestanden – viele Reservatsbewohner hungerten.
Doch die verantwortlichen Mitarbeiter vergrößerten oftmals die Not der Indianer und ihre oft ungerechten Entscheidungen führten zu Spannungen mit den Indianern in den geschaffenen Reservaten. So trug zum Beispiel der Indianeragent Thomas Jacob Galbraith wesentlich zum Ausbruch des Sioux-Aufstand 1862 in Minnesota bei. Die Probleme mit der BIA nahmen dermaßen zu, dass sich der Kongress 1867 gezwungen sah, eine Ermittlungskommission einzurichten, die wesentliche Verbesserungsvorschläge erarbeitete. Das BIA sollte als eigenes Ministerium geführt werden, die Angestellten durch vertrauenswürdigere Personen ersetzt werden. Die Ideen wurden aber nicht umgesetzt.
Im März 1869 übernahm mit Ely Samuel Parker der erste amerikanische Ureinwohner die Leitung des Bureau. Parker widmete sich dieser Aufgabe zunächst mit großem Enthusiasmus, musste aber bald erkennen, dass die Schwerfälligkeit der Bürokratie und die Engstirnigkeit der Bundesregierung alle Bemühungen, das Indianerproblem zu lösen, zunichtemachten. Im August 1871 trat er von seinem Amt zurück, nachdem ihm Unregelmäßigkeiten beim Kauf von Lebensmitteln für vom Hunger bedrohte Stämme vorgeworfen worden waren.
Ab dem Jahr 1880 übernahm die BIA immer mehr Aufgaben in den Reservaten. So wurde das BIA für die Bildung, die Gesundheit, die Gefahrenabwehr, die Verwaltung der Böden, dem Gerichtswesen neben der Versorgung der Bevölkerung zuständig. Um das Jahr 1900 hatte das BIA die Regierung der Reservationen und Stämme übernommen.
In dieser Zeit war das BIA maßgeblich an der Zerschlagung der Reservate beteiligt. Dies wurde ermöglicht durch den Dawes Act. Das Gesetz verfolgte hauptsächlich zwei Ziele: Zum einen sollte so das Gemeinschaftsgefüge der Indianer gebrochen und die Indianer somit in die amerikanische Gesellschaft integriert werden. Die Indianer sollten Farmer werden. Als solche, so die offizielle Meinung, würden sie viel weniger Land brauchen, als sie für ihre traditionelle nicht-sesshafte Lebensweise als Jäger und Sammler beanspruchten. Die Indianer selbst wehrten sich meist gegen ein Leben als Farmer, insbesondere diejenigen der nördlichen Plains. Diese sahen die Farmarbeit als unwürdig und einschränkend an. Einen weiteren Vorteil der Parzellierung sah die Regierung in dem so freigewordenen überschüssigen Land, das sie mit Gewinn an Weiße verkaufen konnte. Insgesamt verloren die Indianer dadurch 90 Millionen Acres von insgesamt 138 Millionen Acres im Jahre 1887, also rund zwei Drittel.
Das parzellierte Land sollte vom BIA so lange treuhänderisch verwaltet werden, bis die Indianer gelernt hatten, es wie Weiße zu halten, das heißt bis aus den Indianern Farmer geworden waren. Erschwerend kam für die Indianer hinzu, dass das beste Land an Weiße verkauft wurde und sie mit zweitklassigem Land vorliebnehmen mussten. Nebst der Landparzellierung sollten weitere Maßnahmen die Indianer im Schmelztiegel der USA aufgehen lassen. Den Indianern sollte alles Wilde ausgetrieben und sie damit zu Weißen gemacht werden.
1906 wurde der Dawes Act durch den Burke Act erweitert. Der Burke Act ergänzte den Dawes Act, indem er dem Innenminister das Recht gab, individuelle Besitzer von solchen Grundstücken in kompetent und nicht kompetent einzustufen, da der Kongress der Meinung war, dass die meisten Indianer nicht kompetent seien, über ihre Grundstücke zu verfügen, also Eigentümer mit Grundbucheintrag zu werden. Der Burke Act führte zu Korruption innerhalb des BIA, da es nun im Ermessensspielraum der Indianeragenten lag, einen Besitzer eines Grundstückes als kompetent einzustufen oder auch nicht. In einigen Fällen wurde der Besitzer eines Grundstücks als kompetent eingestuft, ohne ihm das mitzuteilen. Da das Grundstück nun aus dem Eigentum des BIA fiel, wurden Steuern fällig (Reservate waren allgemein von der Besteuerung ausgenommen), und nachdem der Besitzer diese Steuern nicht bezahlte, wurde der Besitzer vom County oder vom Bundesstaat enteignet. Da viele Indianer überhaupt nicht wussten, wo ihre Grundstücke lagen. bzw. die Grundstücke weitab von der Siedlung lagen, wo die Besitzer wohnten, hatten die Indianeragenten ein leichtes Spiel, diesen ihre Grundstücke abzuschwatzen, indem sie den Besitzer als inkompetent einstuften bzw. damit drohten, wenn sie ihr Land nicht nach einer Einstufung als kompetent verkaufen würden. Von der Kompetenz hing nämlich ab, ob die Besitzer Staatsbürger der Vereinigten Staaten werden konnten. Der Burke Act sah nur Staatsbürgerschaft für die Besitzer vor, wenn die Landfrage geklärt worden war. Das Innenministerium spekulierte, dass 95 % der Besitzer ihre Ansprüche auf das Land aufgeben würden.
Diese Praxis endete erst 1924 mit dem Indian Citizenship Act, welches allen Ureinwohnern die Staatsbürgerschaft gab.
Mit dem Indian Reorganization Act von 1934 änderte sich die Aufgaben des BIA. Plötzlich sollte die Behörde den Indianerstämmen bei der Schaffung von Reservatsregierungen helfen. Der Verkauf von Grundstücken wurde gestoppt. Im Gegenteil. Nun sollte die Behörde helfen Grundstücke für die Stämme zurückzukaufen. Viele Aufgaben wurde an die einzelnen Stammesregierungen abgegeben.
Die Gesundheitsversorgung der Indianer, die oftmals Bestandteil von Verträgen waren, wurde 1956 an das Ministerium für Gesundheitspflege und Soziale Dienste der Vereinigten Staaten abgegeben. Der ‘Indian Health Service’ ist nun der Betreiber von Kliniken und Krankenhäuser für die amerikanischen Ureinwohner.
1972 veranstaltete die American Indian Movement (AIM) nach dem Vorbild des Marsch auf Washington durch die Bürgerrechtsbewegung der Afroamerikaner den Trail of Broken Treaties (dt. Pfad der gebrochenen Verträge; angelehnt an den berüchtigten Umsiedlungsmarsch der Indianer des Südostens in das Indianerterritorium, den Pfad der Tränen (Trail of Tears)", im Jahre 1833), um an die vielen vergangenen Vereinbarungen zwischen Indianern und US-amerikanischen Unterhändlern zu erinnern, die von amerikanischer Seite später ignoriert worden waren. Als der Konvoi mit den Demonstrierenden in Washington D.C. ankam, gab es entgegen den Plänen keine Plätze zum Übernachten. Daraufhin kam es zu Tumulten und Demonstrierende besetzten das Verwaltungsgebäude des BIA und erklärten es zur Botschaft der amerikanischen Ureinwohner (engl. Native American Embassy).
Während der Besetzung verschwand eine Vielzahl von Unterlagen, die Verträge, Stiftungen, Wasser- und Grundrechte verbrieften, im Gebäude. Die mitgenommenen Unterlagen wurden an einen Journalisten weitergegeben und gelangten später über das FBI zurück in den Regierungsbesitz. Neben den entwendeten Dokumenten wurden auch mehrere Dokumente während der Besetzung zerstört und nach Regierungsangaben kam es zu höherer Sachbeschädigung, was vom Leiter der Demonstration, Hank Adams, scharf kritisiert wurde. Die gegenüber der Nixon-Regierung 20 vorgebrachten Punkte des Marsches wurden von dieser abgelehnt.
1996 verklagte die Schatzmeisterin der Blackfeet Indianer Elouise P. Cobell das BIA auf Entschädigung für nicht ausgezahlte Gewinne aus Verpachtungen von Indianerland. Viele weitere Betroffene schlossen sich der Klage an. Die ursprünglich geforderte Summe betrug 176 Milliarden Dollar. Es handelte sich dabei um die größte Sammelklage in der Geschichte der Vereinigten Staaten mit über 500.000 Betroffenen. Der Fall ging als ‘Cobell v. Salazar’ in die Geschichte der Vereinigten Staaten ein. Der Fall wurde am 8. Dezember 2009 außergerichtlich durch einen Vergleich abgeschlossen. Die Bundesregierung versprach, 3,4 Milliarden US-Dollar an die betroffenen Landbesitzer auszuzahlen. Dafür verabschiedete das US-Repräsentantenhaus 2010 den ‘Claims Resolution Act of 2010’. Präsident Obama unterzeichnete das Gesetz am 8. Dezember 2010. Während des Prozesses musste das Computer-System und das Computer-Netzwerk des BIA aufgrund von Gerichtsentscheidungen mehrmals abgeschaltet werden. Es bestand der Verdacht, dass Konten und Daten manipuliert worden seien.
Die Einsparungen im Zuge des Haushaltsstreit im US-Kongress Mitte der 2010er Jahre führten zu einem massiven Rückgang der Mitarbeitenden des BIA, so werden 2020 nur noch gut halb so viele Menschen beschäftigt wie 2008. Dabei wurden sowohl Bildungs- als auch Gesundheitseinrichtungen deutlich zurückgefahren.

## Commissioners und Assistant Secretaries

### Leiter des Bureau of Indian Affairs
- 1824–1830 Thomas L. McKenney
- 1830–1831 Samuel S. Hamilton

### Commissioners of Indian Affairs
- 1832–1836 Elbert Herring
- 1836–1838 Carey A. Harris
- 1838–1845 Thomas Hartley Crawford
- 1845–1849 William Medill
- 1849–1850 Orlando Brown
- 1850–1853 Luke Lea
- 1853–1857 George Washington Manypenny
- 1857–1858 James W. Denver
- 1858–1858 Charles E. Mix
- 1858–1859 James W. Denver
- 1859–1861 Alfred B. Greenwood
- 1861–1865 William P. Dole
- 1865–1866 Dennis N. Cooley
- 1866–1867 Lewis V. Bogy
- 1867–1869 Nathaniel G. Taylor
- 1869–1871 Ely S. Parker
- 1871–1872 Francis A. Walker
- 1873–1875 Edward Parmelee Smith
- 1875–1877 John Q. Smith
- 1877–1880 Ezra A. Hayt
- 1880–1881 Rowland E. Trowbridge
- 1881–1885 Hiram Price
- 1885–1888 John D. C. Atkins
- 1888–1889 John H. Oberly
- 1889–1893 Thomas Jefferson Morgan
- 1893–1897 Daniel M. Browning
- 1897–1904 William Arthur Jones
- 1904–1909 Francis Ellington Leupp
- 1909–1913 Robert G. Valentine
- 1913–1921 Cato Sells
- 1921–1929 Charles H. Burke
- 1929–1933 Charles J. Rhoads
- 1933–1945 John Collier
- 1945–1948 William A. Brophy
- 1948–1949 William R. Zimmerman (acting)
- 1949–1950 John R. Nichols
- 1950–1953 Dillon S. Myer
- 1953–1961 Glenn L. Emmons
- 1961      John O. Crow (acting)[28][29]
- 1961–1966 Philleo Nash
- 1966–1969 Robert L. Bennett
- 1969–1972 Louis R. Bruce
- 1973–1976 Morris Thompson
- 1976–1977 Dr. Benjamin Reifel

### Assistant Secretaries of the Interior for Indian Affairs
- 1977–1978 Forrest Gerard
- 1979–1981 William E. Hallett
- 1981–1984 Kenneth L. Smith
- 1985–1989 Ross Swimmer
- 1989–1993 Eddie Frank Brown
- 1993–1997 Ada E. Deer
- 1997–2001 Kevin Gover
- 2001–2001 James H. McDivitt (acting)
- 2001–2003 Neal A. McCaleb
- 2003–2004 Aurene M. Martin (acting)
- 2004–2005 Dave Anderson
- 2005–2007 Jim Cason (acting)
- 2007–2008 Carl J. Artman
- 2008–2009 George T. Skibine (acting)
- 2009–2012 Larry Echo Hawk
- 2012–2012 Donald „Del“ Laverdure (acting)
- 2012–2015 Kevin K. Washburn
- 2016–2017 Lawrence S. Roberts (acting)
- 2017 Michael S. Black (acting)
- 2017–2018 John Tahsuda (acting)
- 2018–2021 Tara Sweeney
- seit 2021 Bryan Newland[30]